# Lista chorążych państw uczestniczących w Zimowych Igrzyskach Olimpijskich 2006
Lista przedstawia chorążych reprezentacji narodowych komitetów olimijskich uczestniczących w Zimowych Igrzyskach Olimpijskich w 2006 w Turynie, którzy nieśli flagi państwowe podczas ceremonii otwarcia igrzysk 10 lutego 2006.
Tradycyjnie jako pierwsza na stadion weszła Grecja, następnie ekipy państw w kolejności alfabetycznej według nazwy włoskiej, zaś ostatni gospodarz, czyli Włochy.

## Lista

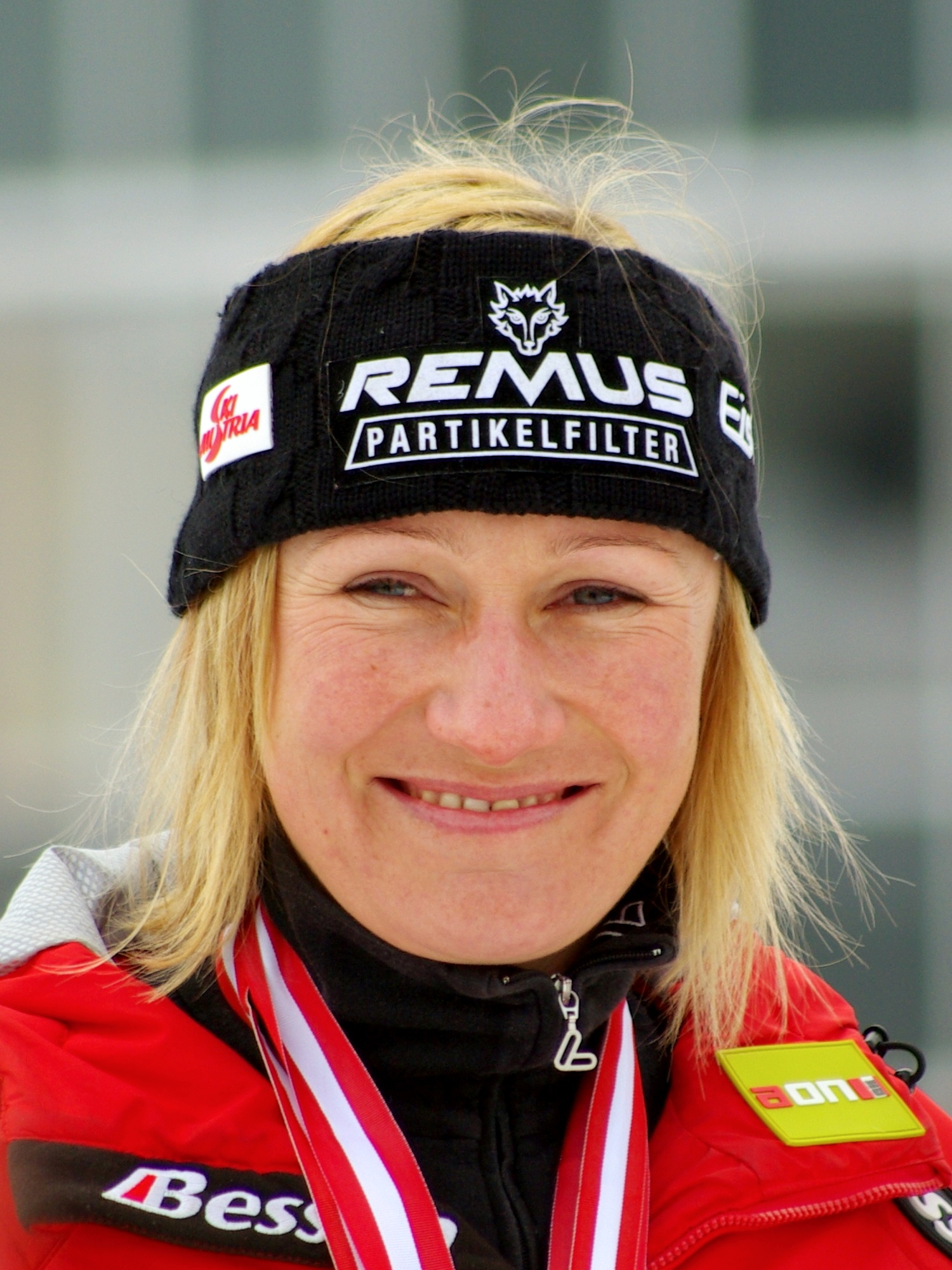
Renate Götschl, austriacka narciarka alpejska, chorąży reprezentacji Austrii

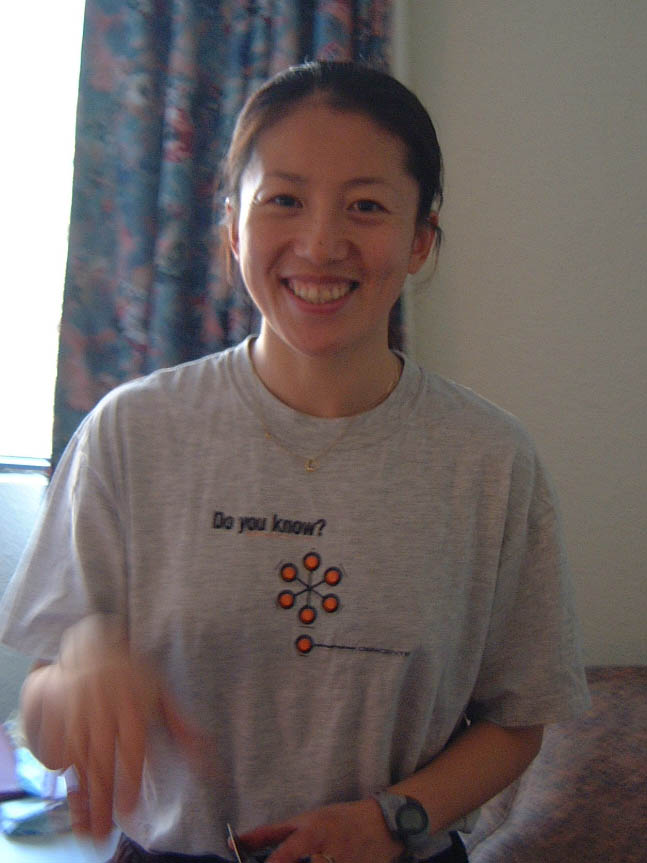
Yang Yang (A), łyżwiarka startująca w short tracku, chorąży reprezentacji Chin

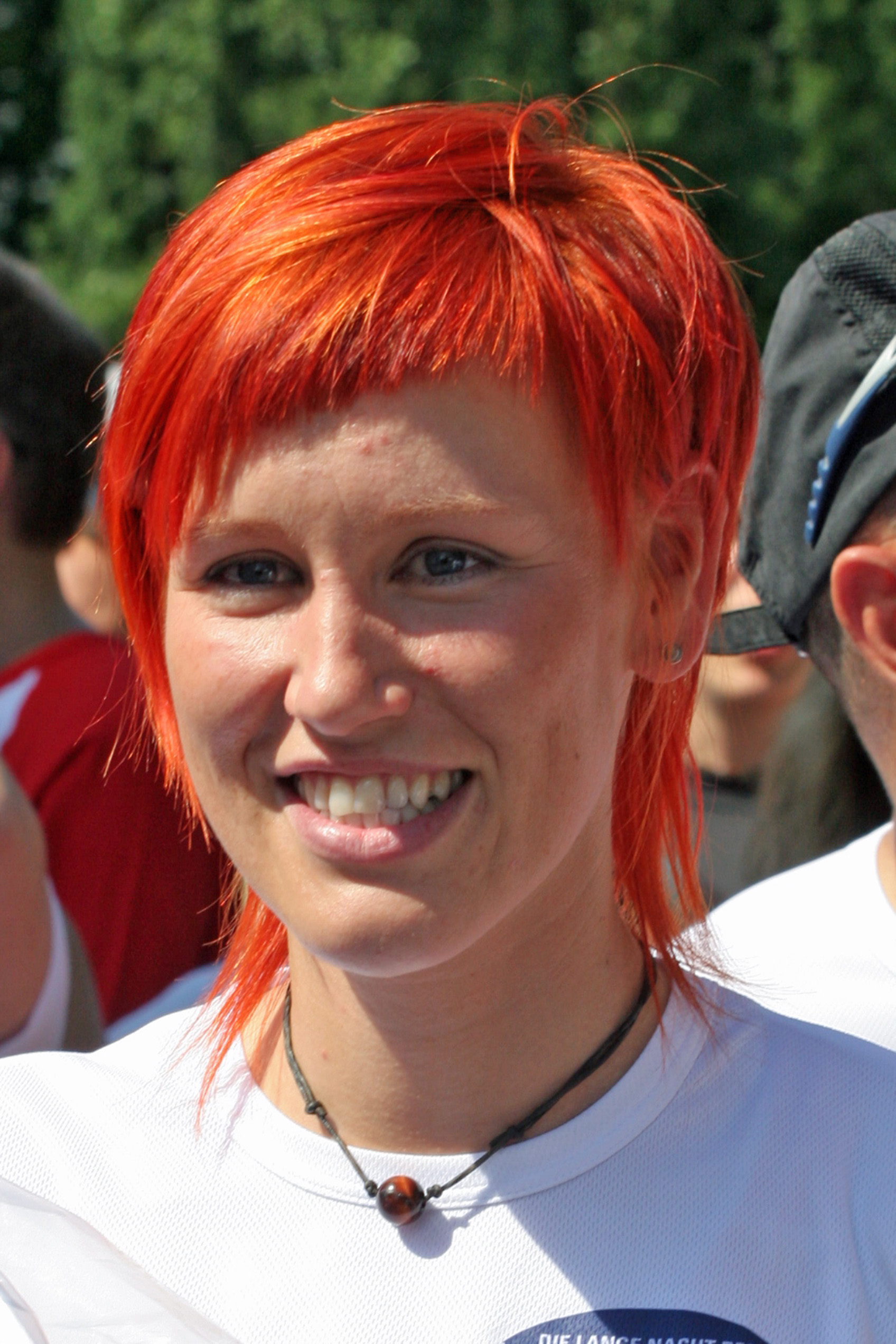
Kati Wihelm, niemiecka biathlonistka, chorąży reprezentacji Niemiec

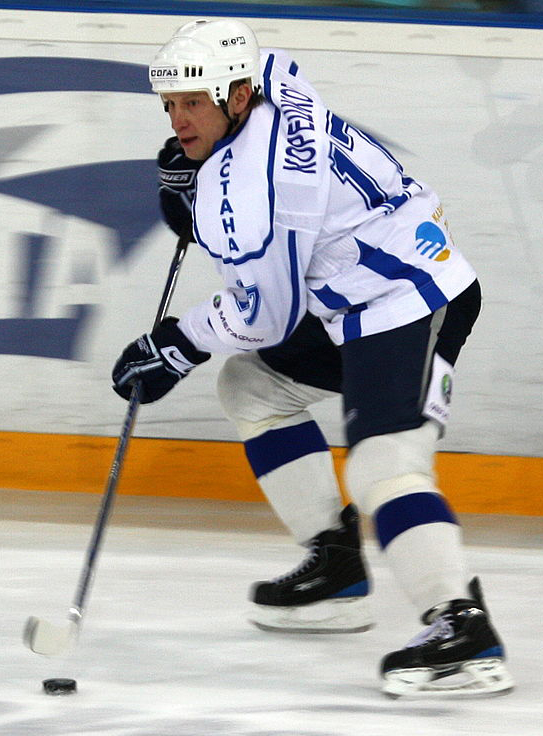
Aleksandr Korieszkow, kazachski hokeista, chorąży reprezentacji Kazachstanu

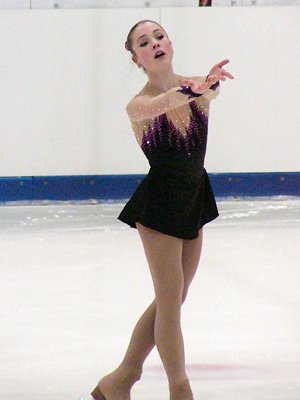
Fleur Maxwell, luksemburska łyżwiarka figurowa, chorąży reprezentacji Luksemburga

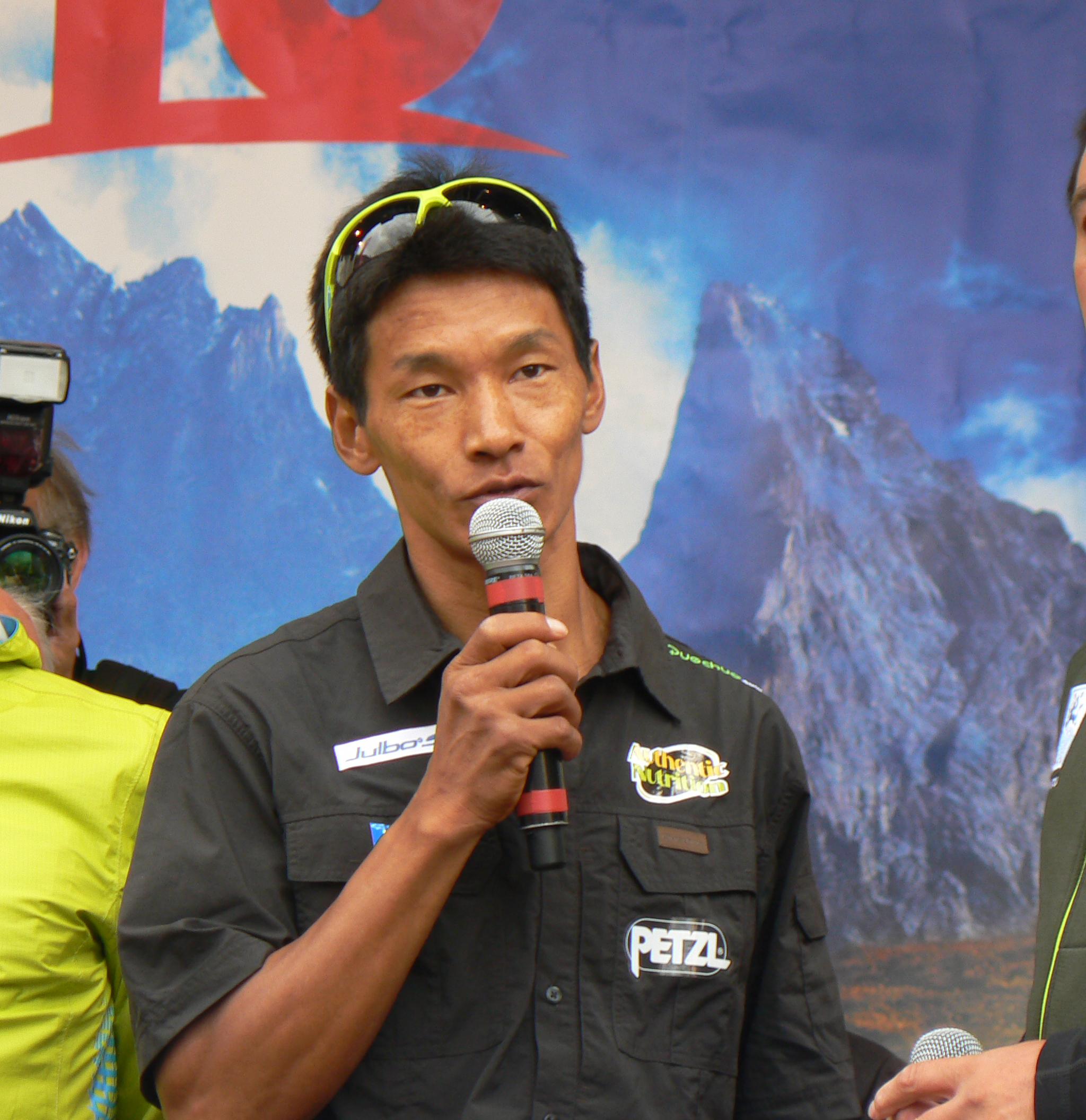
Daćhiri Śerpa, nepalski biegacz narciarski, chorąży reprezentacji Nepalu

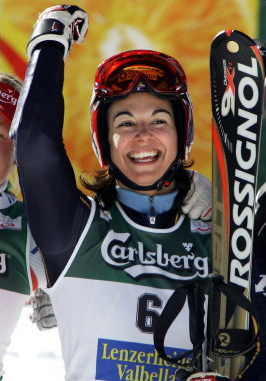
María José Rienda, hiszpańska narciarka alpejska, chorąży reprezentacji Hiszpanii

| Lp. | Włoska nazwa                         | Państwo                              | Chorąży                     | Dyscyplina                     | Źródło |
| --- | ------------------------------------ | ------------------------------------ | --------------------------- | ------------------------------ | ------ |
| 1.  | Grecia                               | Grecja                               | Lefteris Fafalis            | Biegi narciarskie              | [ 1 ]  |
| 2.  | Albania                              | Albania                              | Erjon Tola                  | Narciarstwo alpejskie          | [ 2 ]  |
| 3.  | Algieria                             | Algieria                             | Christelle Laura Douibi     | Narciarstwo alpejskie          | [ 3 ]  |
| 4.  | Andorra                              | Andora                               | Alex Antor                  | Narciarstwo alpejskie          | [ 4 ]  |
| 5.  | Argentina                            | Argentyna                            | María Belén Simari Birkner  | Narciarstwo alpejskie          | [ 5 ]  |
| 6.  | Armenia                              | Armenia                              | Vazgen Azrojan              | Łyżwiarstwo figurowe           | [ 6 ]  |
| 7.  | Australia                            | Australia                            | Alisa Camplin               | Narciarstwo dowolne            | [ 7 ]  |
| 8.  | Austria                              | Austria                              | Renate Götschl              | Narciarstwo alpejskie          | [ 8 ]  |
| 9.  | Azerbaigian                          | Azerbejdżan                          | Igor Łukanin                | Łyżwiarstwo figurowe           | [ 9 ]  |
| 10. | Belgio                               | Belgia                               | Kevin Van Der Perren        | Łyżwiarstwo figurowe           | [ 10 ] |
| 11. | Bermuda                              | Bermudy                              | Patrick Singleton           | Skeleton                       | [ 11 ] |
| 12. | Bielorussia                          | Białoruś                             | Aleksandr Popow             | Trener (Biathlon)              | [ 12 ] |
| 13. | Bosnia-Erzegovina                    | Bośnia i Hercegowina                 | Aleksandra Vasiljević       | Biathlon                       | [ 13 ] |
| 14. | Brasile                              | Brazylia                             | Isabel Clark Ribeiro        | Snowboarding                   | [ 14 ] |
| 15. | Bulgaria                             | Bułgaria                             | Ekaterina Dafowska          | Biathlon                       | [ 15 ] |
| 16. | Canada                               | Kanada                               | Danielle Goyette            | Hokej na lodzie                | [ 16 ] |
| 17. | Repubblica Ceca                      | Czechy                               | Martina Sáblíková           | Łyżwiarstwo szybkie            | [ 17 ] |
| 18. | Cile                                 | Chile                                | Daniela Anguita             | Narciarstwo alpejskie          | [ 18 ] |
| 19. | Cina                                 | Chiny                                | Yang Yang (A)               | Short track                    | [ 19 ] |
| 20. | Cipro                                | Cypr                                 | Adrian Chrysanthou          | Narciarstwo alpejskie          | [ 20 ] |
| 21. | Corea                                | Korea Północna                       | Han Jong-In                 | Łyżwiarstwo figurowe           | [ 21 ] |
| 22. | Corea                                | Korea Południowa                     | Lee Bo-ra                   | Łyżwiarstwo szybkie            | [ 22 ] |
| 23. | Costa Rica                           | Kostaryka                            | Arthur James Barton         | Trener                         | [ 23 ] |
| 24. | Croazia                              | Chorwacja                            | Janica Kostelić             | Narciarstwo alpejskie          | [ 24 ] |
| 25. | Danimarca                            | Dania                                | Dorthe Holm                 | Curling                        | [ 25 ] |
| 26. | Estonia                              | Estonia                              | Eveli Saue                  | Biathlon                       | [ 26 ] |
| 27. | Etiopia                              | Etiopia                              | Robel Teklemariam           | Biegi narciarskie              | [ 27 ] |
| 28. | Ex Repubblica Jugoslava di Macedonia | Macedonia Północna                   | Ǵorgi Markowski             | Narciarstwo alpejskie          | [ 28 ] |
| 29. | Finlandia                            | Finlandia                            | Janne Lahtela               | Narciarstwo dowolne            | [ 29 ] |
| 30. | Francia                              | Francja                              | Bruno Mingeon               | Bobsleje                       | [ 30 ] |
| 31. | Georgia                              | Gruzja                               | Wachtang Murwanidze         | Łyżwiarstwo szybkie            | [ 31 ] |
| 32. | Germania                             | Niemcy                               | Kati Wilhelm                | Biathlon                       | [ 32 ] |
| 33. | Giappone                             | Japonia                              | Jōji Katō                   | Łyżwiarstwo szybkie            | [ 33 ] |
| 34. | Gran Bretagna                        | Wielka Brytania                      | Rhona Martin                | Curling                        | [ 34 ] |
| 35. | Hong Kong, Cina                      | Hongkong                             | Yueshuang Han               | Short track                    | [ 35 ] |
| 36. | India                                | Indie                                | Neha Ahuja                  | Narciarstwo alpejskie          | [ 36 ] |
| 37. | Iran                                 | Iran                                 | Alidad Saveh-Shemshaki      | Narciarstwo alpejskie          | [ 37 ] |
| 38. | Irlanda                              | Irlandia                             | Kirsty McGarry              | Narciarstwo alpejskie          | [ 38 ] |
| 39. | Islanda                              | Islandia                             | Dagný Linda Kristjánsdóttir | Narciarstwo alpejskie          | [ 39 ] |
| 40. | Isole Vergini                        | Wyspy Dziewicze Stanów Zjednoczonych | Anne Abernathy              | Saneczkarstwo                  | [ 40 ] |
| 41. | Israele                              | Izrael                               | Galit Chait                 | Łyżwiarstwo figurowe           | [ 41 ] |
| 42. | Kazakistan                           | Kazachstan                           | Aleksandr Korieszkow        | Hokej na lodzie                | [ 42 ] |
| 43. | Kenya                                | Kenia                                | Philip Boit                 | Biegi narciarskie              | [ 43 ] |
| 44. | Kirghizistan                         | Kirgistan                            | Ivan Borisov                | Narciarstwo alpejskie          | [ 44 ] |
| 45. | Lettonia                             | Łotwa                                | Artūrs Irbe                 | Hokej na lodzie                | [ 45 ] |
| 46. | Libano                               | Liban                                | Edmond Keyrouz              | Narciarstwo alpejskie (trener) | [ 46 ] |
| 47. | Liechtenstein                        | Liechtenstein                        | Jessica Walter              | Narciarstwo alpejskie          | [ 47 ] |
| 48. | Lituania                             | Litwa                                | Vida Vencienė               | Szef misji                     | [ 48 ] |
| 49. | Lussemburgo                          | Luksemburg                           | Fleur Maxwell               | Łyżwiarstwo figurowe           | [ 49 ] |
| 50. | Madagascar                           | Madagaskar                           | Mathieu Razanakolona        | Narciarstwo alpejskie          | [ 50 ] |
| 51. | Moldova                              | Mołdawia                             | Natalia Lewczenkowa         | Biathlon                       | [ 51 ] |
| 52. | Monaco                               | Monako                               | Patrice Servelle            | Bobsleje                       | [ 52 ] |
| 53. | Mongolia                             | Mongolia                             | Khurel Baatar Khash-Erdene  | Biegi narciarskie              | [ 53 ] |
| 54. | Nepal                                | Nepal                                | Daćhiri Śerpa               | Biegi narciarskie              | [ 54 ] |
| 55. | Norvegia                             | Norwegia                             | Pål Trulsen                 | Curling                        | [ 55 ] |
| 56. | Nuova Zelanda                        | Nowa Zelandia                        | Sean Becker                 | Curling                        | [ 56 ] |
| 57. | Paesi Bassi                          | Holandia                             | Jan Bos                     | Łyżwiarstwo szybkie            | [ 57 ] |
| 58. | Polonia                              | Polska                               | Paulina Ligocka             | Snowboarding                   | [ 58 ] |
| 59. | Portogallo                           | Portugalia                           | Danny Silva                 | Biegi narciarskie              | [ 59 ] |
| 60. | Romania                              | Rumunia                              | Gheorghe Chiper             | Łyżwiarstwo figurowe           | [ 60 ] |
| 61. | Russia                               | Rosja                                | Dmitrij Dorofiejew          | Łyżwiarstwo szybkie            | [ 61 ] |
| 62. | San Marino                           | San Marino                           | Marino Cardelli             | Narciarstwo alpejskie          | [ 62 ] |
| 63. | Senegal                              | Senegal                              | Leyti Seck                  | Narciarstwo alpejskie          | [ 63 ] |
| 64. | Serbia e Montenegro                  | Serbia i Czarnogóra                  | Jelena Lolović              | Narciarstwo alpejskie          | [ 64 ] |
| 65. | Slovacchia                           | Słowacja                             | Walter Marx                 | Saneczkarstwo                  | [ 65 ] |
| 66. | Slovenia                             | Słowenia                             | Tadeja Brankovič-Likozar    | Biathlon                       | [ 66 ] |
| 67. | Spagna                               | Hiszpania                            | María José Rienda           | Narciarstwo alpejskie          | [ 67 ] |
| 68. | Stati Uniti d'America                | Stany Zjednoczone                    | Chris Witty                 | Łyżwiarstwo szybkie            | [ 68 ] |
| 69. | Sud Africa                           | Południowa Afryka                    | Alexander Heath             | Narciarstwo alpejskie          | [ 69 ] |
| 70. | Svezia                               | Szwecja                              | Anja Pärson                 | Narciarstwo alpejskie          | [ 70 ] |
| 71. | Svizzera                             | Szwajcaria                           | Philipp Schoch              | Snowboarding                   | [ 71 ] |
| 72. | Tagikistan                           | Tadżykistan                          | Andriej Drygin              | Narciarstwo alpejskie          | [ 72 ] |
| 73. | Taipei Cinese                        | Chińskie Tajpej                      | Ma Chih-hung                | Saneczkarstwo                  | [ 73 ] |
| 74. | Thailandia                           | Tajlandia                            | Prawat Nagvajara            | Biegi narciarskie              | [ 74 ] |
| 75. | Turchia                              | Turcja                               | Tuğba Karademir             | Łyżwiarstwo figurowe           | [ 75 ] |
| 76. | Ucraina                              | Ukraina                              | Natalija Jakuszenko         | Saneczkarstwo                  | [ 76 ] |
| 77. | Ungheria                             | Węgry                                | Rozsa Darazs                | Short track                    | [ 77 ] |
| 78. | Uzbekistan                           | Uzbekistan                           | Kayrat Ermetov              | Narciarstwo alpejskie          | [ 78 ] |
| 79. | Venezuela                            | Wenezuela                            | Werner Hoeger               | Saneczkarstwo                  | [ 79 ] |
| 80. | Italia                               | Włochy                               | Carolina Kostner            | Łyżwiarstwo figurowe           | [ 80 ] |